# Mine de Tirek
La mine de Tirek est une mine d'or située dans la wilaya de Tamanrasset en Algérie et exploitée par l'Entreprise nationale d'exploitation des mines d'or (Enor). Ses réserves sont estimées à 730 000 t, avec une teneur de 18 g/t d'or.

## Histoire
Le gisement d'or de Tirek a été découvert au début des années 1970 et le développement de la mine a commencé en octobre 1998. 